# Abbas Suan
Abbas Suan (* 27. Januar 1976 in Sachnin; arabisch عباس صوان, DMG ʿAbbās Ṣuwān, hebräisch עבאס סואן) ist ein arabisch-israelischer Fußballer.
Er war Kapitän beim einzigen arabischen Erstliga-Fußballklub Israels Hapoel Bnei Sachnin, welcher im Jahre 2004 völlig überraschend den israelischen Pokal gewann. Suan kam 2004 in die israelische Fußballnationalmannschaft und debütierte am 18. Februar 2004 gegen Aserbaidschan. Er sorgte dank seines wichtigen Tores gegen Irland in der WM-Qualifikation für Aufsehen. 
Trotzdem wird Suan von rechtsextremen Israelis wegen seiner arabischen Abstammung immer noch ausgepfiffen.
Seine Verpflichtung von Beitar Jerusalem wurde auf Druck der Mehrheit der Fans von Beitar zurückgezogen. 
Nach dem Abstieg seines Vereins Bnei Sachnin nach der Saison 2005/2006 in die zweite Liga wechselte Suan zunächst zu Maccabi Haifa, 2007 zu Hapoel Ironi Kirjat Schmona. 2009 kehrte er nach Sachnin zurück.